# Вурен
Вурен (нидерл. Voeren, МФА: [ˈvuːrə(n)]; фр. Fourons Фурон, лимб. Voere, валлон. Foron) — коммуна в Бельгии, представляет собой самый восточный эксклав провинции Лимбург (Фламандский регион). Площадь — 50,63 км². Население — 4207 чел., из них около 25 % — иностранные граждане, в первую очередь нидерландцы, переселившиеся на более возвышенные земли в последние 20 лет. Плотность населения — 83 чел на км². Муниципалитет официально является нидерландоязычным, но имеет языковые льготы для крупной франкоязычной общины. Это самый конфликтный регион страны после коммун Брюссельской периферии по целому ряду причин.

## Этно-языковая динамика Вурена по переписям 1930 и 1947 года
НД = нидерландский
ФР = французский
|                    | 1930 | 1930 | 1930   | 1930   | 1947 | 1947 | 1947   | 1947   |
| НД                 | ФР   | НД   | ФР     | НД     | ФР   | НД   | ФР     |        |
| ------------------ | ---- | ---- | ------ | ------ | ---- | ---- | ------ | ------ |
| Мулинген           | 469  | 177  | 72,8 % | 27,2 % | 182  | 487  | 43,7 % | 56,3 % |
| Гравенвурен        | 922  | 307  | 75,0 % | 25,0 % | 521  | 672  | 43,7 % | 56,3 % |
| Синт-Мартенс-Вурен | 805  | 88   | 90,1 % | 9,9 %  | 480  | 348  | 58,0 % | 42,0 % |
| Синт-Питерс-Вурен  | 249  | 38   | 86,8 % | 13,2 % | 163  | 164  | 49,8 % | 50,2 % |
| Тёвен              | 538  | 54   | 90,9 % | 9,1 %  | 283  | 324  | 46,6 % | 53,4 % |
| Ремерсдал          | 316  | 102  | 75,6 % | 24,4 % | 92   | 294  | 23,8 % | 76,2 % |
| Всего              | 3299 | 766  | 81,2 % | 18,8 % | 1721 | 2289 | 42,9 % | 57,1 % |

По результатам переписи 1947 года, оспариваемым фламандскими политиками, франкофоны оказались в большинстве в ряде населённых пунктов региона. Он стал официально франкоязычным и был передан в подчинение франкоязычному Льежу в 1954 году. Однако в 1963 году он был передан под управление фламандского Лимбурга, хотя общей границы с ним у Вурена нет (на юге Вурен граничит с провинцией Льеж, на севере с Нидерландами). Взамен Валлония получила Комин-Варнетон, у которого также нет с ней общей границы (с севера этот эксклав окружает Фландрия, с юга — Франция) и который был наделён языковыми льготами для фламандцев. Передача Вурена Фландрии вызвало массовые акции протеста среди местных франкофонов, которые продолжаются до сих пор. После некоторых послаблений в 1980-х фламандское правительство вновь взяло курс на жёсткую нидерландизацию региона, чему также способствовал массовый приток нидерландских мигрантов, привлечённых более дешёвой возвышенной землёй в Вурене. В 1995 году права франкофонов (около 40 % современного населения) на постройку франкоязычных учреждений были вновь отменены. В 2008 году все франкоязычные топонимы лишились официального статуса. Франкоязычная молодёжь в ответ начала закрашивать нидерландские названия спреем. Несмотря на языковые льготы, проблемы у франкофонов возникают и в судопроизводстве.